# دانشگاه علم و صنعت سارایوو
دانشگاه علم و صنعت سارایوو (SSST) یک دانشگاه خصوصی است که در سال ۲۰۰۴ در منطقه کلان‌شهر سارایوو، بوسنی و هرزگوین واقع شده‌است. این دانشگاه دوره‌های کارشناسی، کارشناسی ارشد و دکتری را ارائه می‌دهد. دانشگاه علم و صنعت سارایوو با دانشگاه باکینگهام انگلستان مشارکت و همکاری دارد. دانشگاه علم و صنعت سارایوو یک دانشگاه مبتنی بر زبان انگلیسی است. در تاریخ ۶ ژوئن ۲۰۱۸، دانشگاه علم و صنعت سارایوو به عنوان یکی از ۶۰۰ دانشگاه برتر جهان و بهترین دانشگاه جنوب شرقی اروپا نام گرفت.

## دانشکده و گروه آموزشی
این دانشگاه به هفت گروه آموزشی تقسیم می‌شود که به شرح زیر است:
- گروه علوم کامپیوتر
- گروه سیستم‌های اطلاعاتی
- گروه اقتصاد
- گروه علوم سیاسی و روابط بین‌الملل
- گروه علوم مهندسی
- گروه زبان‌های مدرن
- آکادمی فیلم سارایوو
- دانشکده پزشکی سارایوو

## رتبه‌بندی
در رتبه‌بندی QS برترین دانشگاه‌های جهان در سال ۲۰۱۹ دانشگاه علم و صنعت سارایوو در رتبه ۵۸۰–۵۷۱ دانشگاه‌های دنیا قرار گرفته‌است.